# 艾于斯特內斯半島
66°42′S 57°17′E / 66.700°S 57.283°E
艾于斯特內斯半島，是南極洲的半島，位於肯普地，處於愛德華八世高原東南端，是愛德華八世灣入口處北部，由挪威製圖師根據探險隊拍攝的空中照片繪入地圖，現時由南極條約體系管理。